# Kanton Sainte-Savine
Sainte-Savine is een voormalig kanton van het Franse departement Aube. Het kanton maakte deel uit van het arrondissement Troyes.
Het kanton werd op 22 maart 2015 opgeven. gemeenten Macey en Montgueux werden opgenomen in het op die dag gevormde kanton Saint-Lyé, La Rivière-de-Corps en Torvilliers  in het eveneens op die dag gevormde kanton Saint-André-les-Vergers en Sainte-Savine zelf werd onderdeel van het kanton Troyes-2.

## Gemeenten
Het kanton Sainte-Savine omvatte de volgende gemeenten:
- Macey
- Montgueux
- La Rivière-de-Corps
- Sainte-Savine (hoofdplaats)
- Torvilliers